# Номер CAS
CAS registry number (він же CAS number, CAS RN або CAS #) — можна перекласти як реєстраційний номер хімічних сполук служби реферування відповідних (релевантних) публікацій з хімії — Chemical Abstracts Service (який є підрозділом American Chemical Society — Американського хімічного товариства).
Номер CAS записується у вигляді трьох арабських чисел, розділених дефісами.
Хімічна реферативна служба (англ. Chemical Abstracts Service) — підрозділ Американського хімічного товариства (American Chemical Society) присвоює цей ідентифікатор всім речовинам, будь-коли згаданим у літературі. Унікальний ідентифікатор призначений для більшої зручності пошуку згадок в літературі за рахунок усунення проблеми можливого різного найменування одного і того ж. Наприклад різні ізомери тієї самої молекули мають різні CAS registry numbers. В наш час[коли?] практично всі хімічні бази даних мають пошук по реєстраційного номеру CAS.
CAS власне підтримує і розповсюджує базу даних хімічних речовин, реєстр CAS (англ. CAS regisry). На 26 березня 2010 року в цьому реєстрі міститься 52868122 речовин і щотижня додається приблизно 50 тис. нових. Актуальний розмір бази можна подивитися за посиланням: http://www.cas.org/cgi-bin/cas/regreport.pl[недоступне посилання з липня 2019]
CAS number призначає Chemical Abstracts Service (бюро у Колумбус (Огайо)) починаючи з 1965 року. Використання бази даних — платне.

## Принцип нумерації
Реєстраційний номер CAS — це послідовність цифр, розділених знаками дефіса на три секції; перша частина може містити до 7 цифр, друга містить дві цифри, третя складається з однієї цифри і виконує функцію контрольного символу. Номери призначають у порядку зростання і вони не мають заздалегідь певного значення. Контрольна сума обчислюється шляхом додавання останньої цифри номера, помноженої на 1, другої праворуч цифри, помноженої на 2, третьої, помноженої на три і так далі до першої ліворуч цифри, завершуючись обчисленням залишку від ділення на 10. Наприклад, реєстраційний номер CAS для води 7732-18-5. Контрольна сума обчислюється так: 8 × 1 + 1 × 2 + 2 × 3 + 3 × 4 + 7 × 5 + 7 × 6 = 105; 105 mod 10 = 5.

## Перевірка номера CAS
Номер CAS є рядом цифр з n десяткових цифр такого загального вигляду:
{\displaystyle Z_{n}\,\ldots \,Z_{4}\,Z_{3}\,-\,Z_{2}\,Z_{1}\,-\,R}
де {\displaystyle R} контрольне число і {\displaystyle Z_{1}\,Z_{2}\,\ldots \,Z_{n}} відповідно представлене децимальне число.
Номер CAS коректний, коли
{\displaystyle \left(\sum _{i=1}^{n}i\cdot Z_{i}\right)\,{\bmod {\,}}10=R}
сума чисел {\displaystyle Z_{1}} bis {\displaystyle Z_{n}} поділена на 10 дає залишок R.

## Пошук
Номер CAS для етанолу — 64-17-5.
| Цифра   | 6      | 4      | 1     | 7     |         |
| Позиція | 4      | 3      | 2     | 1     |         |
| Дії     | 6·4=24 | 4·3=12 | 1·2=2 | 7·1=7 | Сума=45 |
З {\displaystyle R=45\mod 10=5} умова виконана.

## Приклади
- Вода — CAS: 7732-18-5
- Етанол — CAS: 64-17-5
- Ацетилсаліцилова кислота (діюча речовина аспірину®) — CAS: 50-78-2